# Jade North
Jade North (n. 7 ianuarie 1982, City of Greater Taree⁠(d), Noul Wales de Sud, Australia) este un fotbalist australian.
Între 2002 și 2013, North a jucat 40 de meciuri pentru echipa națională a Australiei.

## Statistici
| Australia | Australia | Australia |
| An        | Meciuri   | Goluri    |
| --------- | --------- | --------- |
| 2002      | 3         | 0         |
| 2003      | 0         | 0         |
| 2004      | 6         | 0         |
| 2005      | 1         | 0         |
| 2006      | 3         | 0         |
| 2007      | 1         | 0         |
| 2008      | 8         | 0         |
| 2009      | 5         | 0         |
| 2010      | 3         | 0         |
| 2011      | 3         | 0         |
| 2012      | 5         | 0         |
| 2013      | 2         | 0         |
| Total     | 40        | 0         |